# 水頭 (南投縣)
水頭，是台灣南投縣埔里鎮的一個傳統地域名稱，位於該鎮中部偏東南。相較於今日行政區，其範圍大致包括水頭里不含東部及西南端及西北部最東側、麒麟里北部中段地帶。

## 歷史
台灣清治末期至日治初期，水頭地區為一街庄，稱為「水頭庄」，隸屬於埔里社堡。該庄西北與埔里社街為鄰，北與枇杷城庄為鄰，東邊及南邊為蕃地，西南邊為珠仔山庄，西邊一小段與生蕃空庄為界。
1901年（日治明治三十四年）11月，全台廢縣廳改設二十廳，該庄隸屬於南投廳。1903年（明治三十六年）6月，該庄編入「埔里社區」，隸屬於南投廳。1909年（明治四十二年）10月，合併二十廳為十二廳，埔里社區仍隸屬於南投廳。1920年（大正九年），全台地方制度大改正，廢十二廳改設五州二廳，該庄改制為「水頭」大字，隸屬於臺中州能高郡埔里街。
戰後埔里街改制為埔里鎮，隸屬於臺中縣，大字亦改制為里。1950年10月，中、彰、投分治，埔里鎮改隸屬南投縣。

## 聚落
本地區發展較早的聚落有水頭、十一份、內大林（內底林）等，在日治期初期的官方地圖上已有記載。此外，本地區尚有鹹土子聚落。

## 交通
縣道131號（中正路、水頭路）是埔里至水里的道路，大致以北北西—南南東由本地區北部西側凸出部分的北部邊界東側入境後，至水頭路路口轉南南西直行，過水頭聚落後轉南再轉東南，至本地區南部邊界線後沿邊界而行，其後續沿邊界轉南南西經牛洞隧道出境。由該道路向北北西可前往枇杷城、埔里市區並止於鄉道投65線起點路口；向南南西出牛洞隧道後可前往珠子山東南部邊界地帶、加道坑、長寮東部邊界地帶、木屐囒西部、長寮南端、大林、魚池市區、新城中部、山楂腳中南部、社子並止於水里聚落西北側的省道台16線路口暨鄉道投54線終點路口。
鄉道投65-1線（隆生路）是埔里市區至白葉坑的道路，大致以北北東—南南西走向轉東北—西南走向經過本地區西北部邊界地帶，並與鄉道投77線交會於本地區極西點附近。由該道路向北北東轉東北可前往埔里與枇杷城交界地帶、埔里市區並止於縣道131號路口；向西南經鄉道投77線路口可前往生蕃空與珠子山交界地帶並止於鄉道投65線路口。
鄉道投69線（中正路）是內大林至長寮頭的道路，其北側端點位於本地區東南部內大林聚落東郊的鄉道投71線路口。由此向南南東直行，其後轉西南蜿蜒而行以至出境，可前往過坑、中庄、內加道坑、木屐囒並止於其西南部的縣道131號路口。
鄉道投71線（中正路、武界路）是水頭至武界的道路，其西北側端點位於本地區北部西側凸出部分的東北部縣道131號轉角路口。由此向南南東直行，出境一小段路後再入境，至投72線（東潤路）左側路口後與其共線，轉南南西經投72線（珠生路）右側路口後獨行，轉南南東再轉東南再轉南南東，至鄉道投69線起點路口轉東南東（武界路），至鄉道投72線終點路口轉東南以至出境，可前往北坑、東埔（仁愛鄉）、武界並止於新武界隧道與萬豐隧道之間的鄉道投83線終點路口。
鄉道投72線（珠生路、中正路、東潤路）是珠格至東埔的道路，其東側端點位於本地區東南部近邊界處的東埔溪東潤橋南側的鄉道投71線路口。由此向北北東過東潤橋後轉北再轉西北，其後轉西南西過東埔溪埔東橋後轉西北再轉西，至鄉道投71線（中正路）路口轉南南東與其共線再轉南南西，至珠生路路口轉西南蜿蜒獨行，其後轉西再繞彎道轉西南西，經縣道131號路口、鄉道投77線終點路口後於本地區西部邊界出境，可前往珠子山並止於鄉道投65線路口。
鄉道投77線（南環路）是壽全橋至愛蘭橋的道路，其東南側端點位於本地區西南部南港溪壽全橋東北東側的鄉道投72線路口。由此向北北西蜿蜒而行，於本地區極西點附近經鄉道投65-1線路口後出境，可前往生蕃空東北部、大肚城西南端並止於省道台14線、台21線共線路口。

## 學校
- 均頭中小學
- 麒麟國小

## 文化資產
- 國立中興大學實驗林管理處埔里連絡站（原北海道帝國大學農學部附屬台灣演習林辦公室）：歷史建築